# Keller-Halbinsel
Die Keller-Halbinsel (französisch Massif Keller, in Chile Cordillera Keller) ist eine bis zu 265 m hohe Halbinsel in der Admiralty Bay von King George Island im Archipel der Südlichen Shetlandinselnt. Sie trennt das Mackellar Inlet vom Martel Inlet.
Der französische Polarforscher Jean-Baptiste Charcot identifizierte sie im Dezember 1909 bei der Fünften Französischen Antarktisexpedition (1908–1910) als Massiv und benannte sie entsprechend. Der Namensgeber ist nicht überliefert. Das UK Antarctic Place-Names Committee nahm am 23. September 1960 eine Anpassung dieser Benennung vor.